# Lechotice
Lechotice település Csehországban, Kroměříži járásban. Lechotice Míškovice, Zahnašovice, Žeranovice, Mysločovice és Racková településekkel határos. Lakosainak száma 455 fő (2024. január 1.).

## Népesség
A település lakosságának változását az alábbi diagram mutatja:
| Lakosok száma | 374  | 473  | 478  | 444  | 405  | 415  | 424  | 423  | 405  | 455  |
|               | 1869 | 1900 | 1921 | 1961 | 1980 | 2011 | 2016 | 2019 | 2021 | 2024 |